# Emmen (Szwajcaria)
Emmen – miasto i gmina w środkowej Szwajcarii, w kantonie Lucerna, w okręgu Hochdorf. Leży nad rzeką Reuss. Pod względem liczby mieszkańców jest największą gminą w okręgu. W mieście rozwinął się przemysł włókienniczy, maszynowy oraz metalowy.

## Demografia
W Emmen mieszka 31 240 osób. W 2021 roku 36,5% populacji gminy stanowiły osoby urodzone poza Szwajcarią. 

## Transport
Przez teren miasta przebiegają autostrady A2 i A14 oraz drogi główne nr 2 i nr 26. 
W mieście znajduje się lotnisko wojskowe Emmen.

## Współpraca
Miejscowość partnerska:
- Spiringen, Uri